# 龙潭镇 (唐河县)
龙潭镇，是中华人民共和国河南省南阳市唐河县下辖的一个乡镇级行政单位。

## 行政区划
龙潭镇下辖以下地区：
龙潭村、太山村、小张庄村、岗陈村、白庄村、高营村、王谢庄村、找子庄村、严营村、小井杨村、小河陈村、中徐村、史桥村、杨庙村、段庄村、赵河村、李油坊村、钟庄村、吊桥村、龚庄村、何庄村、王庄新村和瓦房村。